# Yangisunda dworakowskaia
Yangisunda dworakowskaia är en insektsart som beskrevs av Zhang, Huang och Shen 2003. Yangisunda dworakowskaia ingår i släktet Yangisunda och familjen dvärgstritar. Inga underarter finns listade i Catalogue of Life.